# Huljajpole (Kamjanske)
Huljajpole (ukrainisch Гуляйполе; russisch Гуляйполе Guljaipole) ist ein Dorf in der ukrainischen Oblast Dnipropetrowsk mit 1140 Einwohnern.

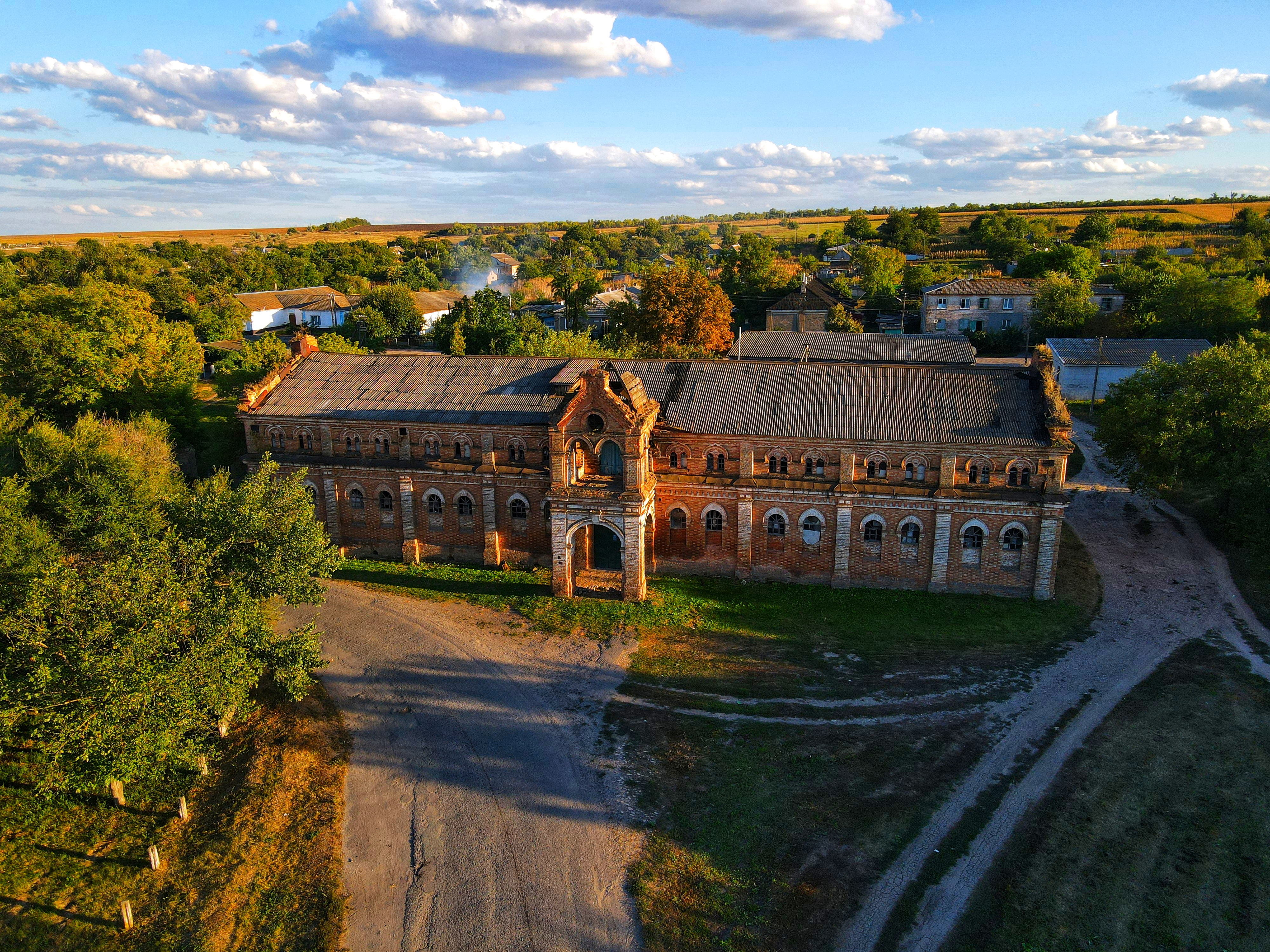
Altes Fabriksgebäude im Ort

## Geschichte
Gegründet wurde das Dorf 1781. Im Jahre 1817 kam es zu Unruhen unter den Bauern, die durch die Kaiserlich Russische Armee brutal unterdrückt wurden.

## Geographie

### Lage
Huljajpole liegt am Basawluk, einem Nebenfluss des Dnepr im Süden des Rajons Kamjanske 87 km südwestlich vom Oblastzentrum Dnipro. Das ehemalige Rajonzentrum Krynytschky liegt 45 km nordöstlich des Ortes. 5 km nördlich des Dorfes, bei Malosofijiwka, verläuft die Fernstraße N 11.

## Verwaltungsgliederung
Am 12. Juni 2020 wurde das Dorf ein Teil der neugegründeten Landgemeinde Satyschne, bis dahin bildete es zusammen mit den Dörfern Blahodatne (Благодатне), Kosatsche (Козаче), Malosofijiwka (Малософіївка), Perwomajske (Первомайське), Smolenka (Смоленка), Tarassiwka (Тарасівка), Udatschne (Удачне), Ukrajinske (Українське), Wyssoke (Високе) die gleichnamige Landratsgemeinde Huljajpole (Гуляйпільська сільська рада/Huljajpilska silska rada) im Süden des Rajons Krynytschky.
Am 17. Juli 2020 kam es im Zuge einer großen Rajonsreform zum Anschluss des Rajonsgebietes an den Rajon Kamjanske.